# Gluck Peak
Gluck Peak är en bergstopp i Antarktis. Den ligger i Västantarktis. Argentina, Chile och Storbritannien gör anspråk på området. Toppen på Gluck Peak är 340 meter över havet, eller 1 meter över den omgivande terrängen. Bredden vid basen är 0,06 km.
Terrängen runt Gluck Peak är varierad. Trakten är obefolkad. Det finns inga samhällen i närheten.